# 벨기에계 캐나다인
벨기에계 캐나다인은 벨기에 계통이거나 벨기에 태생의 캐나다인을 말한다. 2011년 인구 조사에서 벨기에계 캐나다인은 176,615명으로 추산되었다.

## 역사
벨기에인이 캐나다 땅을 처음 밟은 것은 1660년대이다. 1750년대부터 다수의 벨기에 기술자들이 누벨프랑스로 이주했다. 1867년 캐나다 정부는 벨기에인에게 이민 우선권을 부여하여 그들의 이민을 독려했다. 1898년 안트베르펜에 캐나다 영사관이 설립됐고, 캐나다 이민에 대한 책자 배포·강연 사업을 시작했다. 1906년 2000여 명의 벨기에 농부들이 캐나다로 이주했다. 1945년 대규모 이민 행렬이 있었다. 1961년 당시 인구 조사에서 벨기에계 캐나다인은 61,000여 명으로 추산되었다.

## 같이 보기
- 유럽계 캐나다인